# Шнейдер, Стивен
Стивен Шнейдер (англ. Stephen H. Schneider; 11 февраля 1945, Нью-Йорк — 19 июля 2010, Лондон) — американский климатолог, один из основоположников климатологии.
Профессор Стэнфордского университета, член Национальной академии наук США (2002), входил в Межправительственную группу экспертов по изменению климата, получившую в 2007 году Нобелевскую премию мира вместе с Альбертом Гором.
Занимался моделированием атмосферных явлений и изучение взаимосвязи между биологическими системами и глобальным потеплением климата Земли.
Продолжительное время входил в круг советников администрации нескольких президентов США Ричарда Никсона, Джимми Картера, Рональда Рейгана, обоих Бушей, Билла Клинтона и Барака Обамы.
Был автором многих книг о влиянии климатических эффектов на природу и экосистемы США. Автор более 450 научных статей.
В последние годы ученый был тяжело болен — у него обнаружили редкую форму ракового заболевания (лимфома клеток мантии). Свой личный опыт борьбы с болезнью Стивен Шнейдер изложил в книге «Пациент из ада», вышедшей в 2005 году.
Скончался от инфаркта в самолете во время перелета в Лондон с научной конференции, проходившей в Käringön (Швеция).
Среди его отличий AAAS Award for Public Understanding of Science and Technology (1991) и Стипендия Макартура (т. н. «грант гения», 1992).
В 2011 году в его честь была учреждена Stephen H. Schneider Award for Outstanding Climate Science Communication, первым удостоенным которой стал Ричард Элли.

## Труды
- Michael D. Mastrandrea; Stephen H. Schneider (October 2010). Preparing for Climate Change. MIT Press. ISBN 0-262-01488-2
- Stephen H. Schneider (2009) Science as a Contact Sport: Inside the Battle to Save the Earth’s Climate. ISBN 978-1-4262-0540-8
- Stephen H. Schneider, Janica Lane (2005) The Patient from Hell: How I Worked with My Doctors to Get the Best of Modern Medicine and How You Can Too. Da Capo Lifelong Books.
- Stephen H. Schneider, Armin Rosencranz, John O. Niles (Hrsg., 2002), Climate Change Policy: A Survey, Island Press.
- Stephen H. Schneider und Terry L. Root (Hrsg., 2001), Wildlife Responses to Climate Change: North American Case Studies, Island Press.
- Stephen H. Schneider (1997), Laboratory Earth: the Planetary Gamble We Can’t Afford to Lose, HarperCollins.
- Stephen H. Schneider (Hrsg., 1996), Encyclopedia of Climate and Weather, Oxford University Press.
- Stephen H. Schneider, Penelope J. Boston (Hrsg., 1992), Scientists on Gaia, MIT Press.
- Stephen H. Schneider (1989), Global Warming: Are We Entering the Greenhouse Century?, Sierra Club Books.
- Stephen H. Schneider, Randi Londer (1984), Coevolution of Climate and Life, Sierra Club Books.
- Stephen H. Schneider, Lynne E. Mesirow (1976), The Genesis Strategy: Climate and Global Survival, Plenum Pub Corp.